# Холомиктичко језеро
Холомиктичко језеро (грч. holo — потпуно и грч. miktos — измешан) је језеро у којем се према термичкој класификацији врши мешање целокупне водене масе, од површине до дна. Карактеристична су за тропске области, али јављају се и ван њих, где се издвајају следећи типови: димиктичка, хладна мономиктичка и топла мономиктичка и полимиктичка.